# Río Bernales
El río Bernales es un curso de agua del norte de la península ibérica, afluente del Asón. Discurre por la provincia de Vizcaya y por Cantabria.

## Curso
El río nace de las vertientes del valle vizcaíno de Carranza y, tras discurrir por tierras tanto vizcaínas como cántabras —incluida la localidad de Bernales, de la que toma el nombre—, afluye por la derecha al Asón. Aparece descrito en el cuarto volumen del Diccionario geográfico-estadístico-histórico de España y sus posesiones de Ultramar de Pascual Madoz con las siguientes palabras:

BERNALES: r. en la prov. de Santander, part. jud. de Laredo: se forma de las vertientes del valle de Carranza (prov. de Vizcaya, part. jud. de Valmaseda), y al entrar en la jurisd. de Ampuero por el barrio de Bernales, toma este nombre: tiene un puente de piedra de 3 arcos, construido en el año de 1837, á poca dist. del cual entra en el Marron: lleva bastante agua en invierno y poca en el verano, criando algunas truchas y anguilas.
(Madoz, 1846, p. 277)